# Torneo de Bucarest 2014
El BRD Năstase Țiriac Trophy de 2014 es un torneo de tenis jugado en tierra batida al aire libre y se celebrara en Bucarest, Rumania, del 21 al 28 de abril de 2014. Es la 22.ª edición del BRD Nastase Tiriac Trophy, y es parte del ATP World Tour 250 series del 2014.

## Cabeza de serie

### Individual
| Tenista         | Ranking | Preclasificada |
| Grigor Dimitrov | 14      | 1              |
| Mijaíl Yuzhny   | 15      | 2              |
| Gaël Monfils    | 24      | 3              |
| Gilles Simon    | 28      | 4              |
| Vasek Pospisil  | 29      | 5              |
| Andreas Seppi   | 35      | 6              |
| Nicolas Mahut   | 40      | 7              |
| Jarkko Nieminen | 46      | 8              |

### Dobles
| Tenista                              | Ranking | Preclasificado |
| Jean-Julien Rojer Horia Tecău        | 51      | 1              |
| Eric Butorac Raven Klaasen           | 57      | 2              |
| Mariusz Fyrstenberg Marcin Matkowski | 57      | 3              |
| Jamie Murray John Peers              | 69      | 4              |

## Campeones

### Individual
Grigor Dimitrov venció a  Lukáš Rosol por 7-6(7-2), 6-1

### Dobles
Jean-Julien Rojer /  Horia Tecău vencieron a  Mariusz Fyrstenberg /  Marcin Matkowski por 6-4, 6-4.